# Говея, Фернанду
Ферна́нду Арау́жу Гове́я (порт. Fernando Araújo Gouveia; 22 июля 1904, Лиссабон — 4 октября 1990, Лиссабон) — португальский полицейский, агент и инспектор политической полиции ПИДЕ. Активный салазарист и антикоммунист, руководил преследованиями португальской компартии. Организовал и произвёл многочисленные аресты коммунистов. Оказал вооружённое сопротивление Апрельской революции 1974 года.

## Салазарист
Родился вне брака, считался незаконнорождённым. Отец Фернанду был военврачом, мать — горничной. Окончил начальную школу в Лиссабоне. Дальнейшее техническое образование получил самостоятельно.
С юности Фернанду Араужу Говея придерживался ультраправых националистических и антикоммунистических взглядов. Первоначально был сторонником Движения национал-синдикалистов Франсишку Ролана Прету. Приветствовал военный переворот 1926 года. Стал фанатичным приверженцем Антониу Салазара и режима Нового государства. Состоял в Португальском легионе, привлекался в охрану Салазара.
В 1929 году Фернанду Говея поступил на службу в полицию. Отличался жёсткостью при задержаниях, имел за это дисциплинарные взыскания. Поэтому в 1933 при создании ПИДЕ (тогда — PVDE) не был зачислен в штат (кроме того, предпочтение отдавалось армейским офицерам). Несколько лет провёл как безработный в Коимбре. Затем работал техником на магниевой шахте в Меальяде.

## Агент-антикоммунист
В 1944 году Фернанду Говея был принят на службу в ПИДЕ в качестве агента. Поступил в подразделение, занимавшееся подавлением коммунистической деятельности. Продемонстрировал большие успехи в выявлении подпольных ячеек Португальской компартии (ПКП). Выследил и арестовал ряд видных функционеров ПКП, в том числе руководителя лиссабонской организации Карлуша Бриту в 1957 году. Считался в ПИДЕ главным специалистом по ПКП.

Это был очень опасный тип. Редкий циник. В ПИДЕ он служил из любви к искусству. Несомненно, именно он возглавлял борьбу с партией.— Алсину Феррейра, активист ПКП (о Фернанду Говея)
При задержаниях и на допросах Фернанду Говея практиковал жёсткое физическое насилие, избиения и пытки. Применял он и такие методы следствия, как шантаж преследованием родственников. Несколько коммунистических активистов — в частности, член ЦК ПКП Алфреду Диниш, профсоюзный деятель Антониу Жозе Патулея, художник-коммунист Жозе Диаш Коэлью — были убиты при его непосредственном участии. Коммунисты не раз отмечали особую жестокость Говея. Фотография Говея публиковалась в подпольном коммунистическом издании — на предмет быстрого узнавания, дабы избежать опасности.
Несмотря на большие оперативные успехи, агент Фернанду Говея медленно поднимался по карьерной лестнице. Только в 1958 он был назначен инспектором и начальником технической службы ПИДЕ. Но Говея не проявлял ни карьерных амбиций, ни материальной корысти. От внутренних аппаратных конфликтов в ПИДЕ подчёркнуто дистанцировался.

Этот человек любил свою профессию.

Впоследствии Говея высказывал сожаление, что не смог нейтрализовать Алвару Куньяла. Кроме того, ему не удалось предотвратить несколько резонансных побегов — коммуниста Антониу Диаша Лоренсу из тюрьмы Пениши в 1954, группы Алвару Куньяла из Пениши в 1960, революционера Эрминиу да Палма Инасиу из тюрьмы в Порту в 1969.
С 1962 года, после прихода на пост директора ПИДЕ Фернанду Силва Паиша, роль Говейи стала снижаться. Однако он продолжал участвовать в арестах и допросах коммунистов. В июле 1971 года на девять месяцев попал в больницу и после выхода к активной деятельности в ПИДЕ не вернулся. Однако в феврале 1973 года был вновь назначен помощником инспектора в звании лейтенанта.

## Сопротивление революции
25 апреля 1974 года Революция гвоздик свергла режим «Нового государства». Сотрудники ПИДЕ, обороняясь в своей штаб-квартире, оказали вооружённое сопротивление. Среди них был Фернанду Говея, к тому времени почти 70-летний. От предложения помочь с эмиграцией Говея отказался.
29 апреля 1974 Фернанду Говея был арестован и заключён в тюрьму Кашиас. Провёл в заключении более двух лет. Освободился 13 августа 1976, после стабилизации политического положения в Португалии. К суду Говея так и не был привлечён.
В 1979 году Фернанду Говея издал книгу исторических мемуаров — Memórias de um Inspector da P.I.D.E. 1. A organização clandestina do P.C.P. — Воспоминания инспектора ПИДЕ. 1. Подпольная организация ПКП. Книга носит характер «самовосхваления», автор оправдывает ПИДЕ, жёстко критикует ПКП и Революцию гвоздик. При этом Говея отвергал обвинения в применении пыток на допросах.
До конца жизни Фернанду Говея оставался привержен салазаризму и антикоммунизму, свою деятельность считал выполнением патриотического долга. Скончался в возрасте 86 лет.

## «Страшная сложная личность»
Личная жизнь Фернанду Говея отличалась своеобразной «беспорядочностью». Он несколько раз состоял в браке, поддерживал внебрачные связи. Имел семь детей от пяти законных и гражданских жён. В семейных отношениях позволял себе рукоприкладство. Несмотря на это, был способен вызывать добрые чувства к себе. Дома воздерживался от разговоров о служебных делах, но увлечённо комментировал международные новости.
В материальном плане образ жизни Фернанду Говея отличался скромностью. Собственного жилья он никогда не имел, снимал квартиру. Домашний телефон и служебный автомобиль впервые получил незадолго до своего шестидесятилетия.
Отличался антиинтеллектуализмом, поэтому не был склонен к чтению. Особенно презирал юриспруденцию, философию и историю, считая их «порождениями коммунизма». При этом увлекался классической музыкой. Был страстным болельщиком Бенфики.
Фернанду Говея вёл светскую жизнь (в пределах ограниченных финансовых возможностей), любил азартные игры, посещал казино Коимбры. Придерживался традиционных понятий в семейно-бытовой сфере (в нарушении которых обвинял коммунистов), но отличался резко антиклерикальными взглядами. Стилевой особенностью Фернанду Говея являлось ношение шляпы и синего плаща.
Биография Фернанду Говея изложена в книге историка Ирене Пиментел. Автор придерживается левых взглядов, называет Фернанду Говея «страшным человеком», но «сложной личностью» и считает фигурой, достойной заинтересованного исследования.